# Montanari (Mondkrater)
Montanari ist ein Einschlagkrater im Südwesten der Mondvorderseite, westlich des Kraters Tycho.
Der sehr stark erodiert, kaum auszumachende Kraterrand berührt im Norden den Rand des größeren Kraters Wilhelm und im Nordwesten den ebenfalls stark erodierten Lagalla.
| Buchstabe | Position           | Durchmesser | Link |
| --------- | ------------------ | ----------- | ---- |
| D         | 45,93° S, 22,3° W  | 25 km       |      |
| W         | 44,83° S, 18,19° W | 6 km        |      |

Der Krater wurde 1935 von der IAU nach dem italienischen Astronomen und Linsenschleifer Geminiano Montanari offiziell benannt.